# Indisk glasögonfågel
Indisk glasögonfågel (Zosterops palpebrosus) är en fågel som tillhör glasögonfåglarnas familj.

## Utseende
Arten har en totallängd på cirka 10 cm. Ryggen är grönfärgad medan underdelen är vit med undantag för ett klargult strup- och bröstparti. 

## Utbredning och systematik
Den indiska glasögonfågeln häckar i södra Asien, från Afghanistan till Vietnam, men även mycket lokalt i Iran och Oman. Den delas numera in i sex underarter med följande utbredning:
- Zosterops palpebrosus occidentis – nordöstra Afghanistan, Pakistan, norra och centrala Indien och västra Himalaya
- Zosterops palpebrosus palpebrosus – sydöstra Arabiska halvön genom norra Indien österut till sydvästra Sichuan, Yunnan och Myanmar
- Zosterops palpebrosus nilgiriensis – södra Västra Ghats i sydvästra Indien Indien (Nilgiri och Palani hills)
- Zosterops palpebrosus salimalii – södra Östra Ghats i sydöstra Indien
- Zosterops palpebrosus egregius – det mesta av låglänta Indiska halvön, Sri Lanka och Lackadiverna
- Zosterops palpebrosus siamensis – södra Myanmar till nordvästra Indokina och norra Vietnam
- Zosterops palpebrosus nicobarensis – Andamanerna och Nikobarerna

Vilka taxon som indisk glasögonfågel omfattar har genomgått stora förändringar. Tidigare inkluderades sangkarglasögonfågel (Zosterops melanurus) samt delar av malajglasögonfågel (Zosterops auriventer, taxonet auriventer), kinesisk glasögonfågel (Zosterops simplex, taxonet williamsoni) och gråbukig glasögonfågel (Zosterops citrinella, taxonet unicus) i indisk glasögonfågel. Vissa gör det fortfarande, men DNA-studier från 2018 visar att de inte är varandras närmaste släktingar.

## Levnadssätt
Indisk glasögonfågel är en social fågel som lever tillsammans i stora flockar, som endast skingrar sig i parningstider. Den bygger sitt bo i uppe i träd och lägger två till fem blekblåa ägg. Företrädesvis lever fågeln på insekter, men även nektar och olika frukter kan utgöra föda.

## Status och hot
Arten har ett stort utbredningsområde och en stor population, men tros minska i antal, dock inte tillräckligt kraftigt för att den ska betraktas som hotad. Internationella naturvårdsunionen IUCN kategoriserar därför arten som livskraftig (LC). Världspopulationen har inte uppskattats men den beskrivs som fortfarande vanlig.

## Namn
Namnet har glasögonfåglarna fått för den ring av vita, fina fjädrar runt ögonen som ser ut som just vita glasögon.